# Sony Xperia sola
De Sony Xperia sola is een smartphone van het Japanse conglomeraat Sony uit 2012. Het toestel was verkrijgbaar in zwart, rood en wit.

## Scherm
Het aanraakscherm heeft een beelddiagonaal van 9,4 cm (3,7 inch) met een resolutie van 854 x 480 pixels. Het beeldscherm is krasbestendig en ondersteunt multitouch-gebaren. De Xperia sola maakt gebruik van High Definition Reality Display-technologie en het 'BRAVIA-engine' van Sony. Door deze twee technieken zou het scherm mooier worden weergegeven.

## Software
De Sony Xperia sola heeft als besturingssysteem Android 2.3, maar heeft inmiddels een update gekregen naar Googles Android 4.0. Of Android 4.1 beschikbaar wordt gesteld voor gebruikers van de Sony Xperia sola, moet nog worden onderzocht. Net zoals vele andere Android-fabrikanten, gooit Sony ook een eigen grafische schil over het toestel, de Timescape UI. Hierin zijn Twitter en Facebook standaard geïntegreerd. Ook kan men er omgebouwde PlayStation-spellen op spelen en is het verbonden met het Sony Entertainment Network, dat gebruikers toestaat tot Music & Video Unlimited, een speciale streamingsapp vergelijkbaar met Spotify of Deezer. Sony zal in de telefoon ook gebruikmaken van de audiotechnologie 3D surround sound met Xloud, waardoor het geluid sterker en helderder zal zijn, aldus Sony.

### NFC
Daarnaast beschikt het toestel over NFC, dat in combinatie met 'Xperia Smart Tags' (NFC-chips) gebruikt kan worden.De NFC-chips kunnen vervolgens worden gebruikt voor laagwaardige financiële transacties, om bijvoorbeeld applicaties uit de Google Play-appwinkel te kopen.

### Float touch
Xperia sola is het eerste toestel met 'floating touching', een techniek waarbij het scherm reageert als de vinger voor het toestel wordt gehouden en niet erop. Hiermee kan bijvoorbeeld naar beneden gescrold worden zonder de telefoon aan te raken, iets wat wordt toegepast in de webbrowser.